# ユタカ (タオル問屋)
株式会社ユタカはオリジナルタオル、名入れタオル、プリントTシャツなどのオリジナルのグッズ、ノベルティ、販促品を製作・販売している日本の企業。
タオルの本場四国に本社があり、オリジナルタオルなども四国の工場で製作している。支店は、東京都千代田区神田北乗物町にある。
その最大の特徴は自社一貫製造のシステムにあり、そのためオリジナルタオル小ロット1枚からの製作、注文翌日発送を可能にしている。
ユタカが運営のオリジナルタオル製作サイトの「たおる本舗」とＴシャツ製作サイトの「Tシャツ本舗」では、合計・年間 10,123件 / 240万枚（23年度実績）の受注がある。

## 本社
- 香川県善通寺市中村町167-1

## 支店
- 東京都千代田区神田北乗物町７番地1階

## オリジナルタオル・Ｔシャツ製作工場
- 香川県善通寺市下吉田町153-1

## 沿革
- 1977年 - 豊産業として創業
- 1978年 - 有限会社 豊産業として設立
- 1985年 - 東京営業所設置（未登録）
- 1989年 - 株式会社 ユタカに社名変更
- 1991年 - 仲南倉庫新設（仲多度郡仲南町500m2）
- 1993年 - 本社新設（現所在地1130m2）
- 2000年 - 東京支店新設（現所在地120m2）
- 2000年 - 株式会社ユタカ東京支店として登録
- 2001年 - 善通寺物流センター新設（善通寺市下吉田町2786m2）
- 2004年 - 東京支店 浅草橋に移転
- 2005年 - オリジナルタオル通販サイト「たおる本舗」の開設
- 2006年 - 「ISO9001:2008」認証取得
- 2009年 - オリジナルTシャツ通販サイト「Tシャツ本舗」の開設
- 2010年 - 東京支店　千代田区神田北乗物町に移転
- 2011年 - 善通寺市下吉田町新工場新設（建屋面積890ｍ2）
- 2011年 - 太陽光発電設置（発電能力30ｋｗ）
- 2012年 - 香川県の助成措置対象企業に指定[1]
- 2017年 - 9月1日 本社敷地内に「焼きたてパン工房 ゆたか」を開店

## 従業員数
本社53人・東京支社6人（2013年3月）

## 23年度オリジナルタオル・Tシャツ受注件数
年間 10,123件 / 240万枚